# Kaijō Hoan-chō
Die Kaijō Hoan-chō (dt. etwa „Behörde für Sicherheit auf See“; japanisch 海上保安庁, kurz 海保 kaiho oder 海保庁 kaiho-chō, englisch Japan Coast Guard, kurz JCG) ist die Küstenwache des Staates Japan.

## Abkürzung und Übersetzungen
Die heutige japanische Küstenwache – Kaijō Hoan-chō (海上保安庁 englisch Japan Coast Guard) – wird im Japanischen gelegentlich auch mehrdeutig als Hoan-chō (保安庁 hoanchō, deutsch ‚Sicherheitsbehörde, Sicherheitsamt, Sicherheitsbüro‘) abgekürzt. Sie ist nicht zu verwechseln mit der historischen von 1952 bis 1954 bestehenden, gleichnamigen Behörde (保安庁 hoanchō), die meist als National Safety Agency ins Englische übersetzt wird, zu verwechseln. Vor 2000 war die heutige Küstenwache Japans auch als Maritime Safety Agency of Japan, kurz MSA oder JMSA bekannt. Die jetzige englische Eigenbezeichnung der Behörde als Japan Coast Guard (JCG), deutsch „japanische Küstenwache“, gibt es erst seit dem Jahr 2000.

## Allgemeines
Die Behörde ist ein eigenständiges Amt (gaikyoku) des Ministeriums für Land, Infrastruktur, Verkehr und Tourismus (englisch für das japanische Ministerium für Land & Verkehr) mit Sitz im Zentralen Regierungsgebäude Nr. 3 in Kasumigaseki, einen Stadtteil des Bezirks Chiyoda der Präfektur Tokio und hat rund 12.000 Mitarbeiter. Ihre Aufgaben sind Schutz und Überwachung der küstennahen Gewässer, die Sicherheit des Schiffsverkehrs, die Seerettung und der Katastrophenschutz.
Eingerichtet wurde die Kaijō Hoan-chō bereits unter dem Kabinett Ashida 1948 während der Besatzungszeit vom damaligen Verkehrsministerium. 1952 wurde ein Teil der Kaiho in die neue Sicherheitsbehörde ausgegliedert, aus der zwei Jahre später die Verteidigungsbehörde und die Selbstverteidigungsstreitkräfte hervorgingen.

Die elf Regionalbüros der Kaiho.

Der Behördenleiter (chōkan, engl. Commandant) untersteht prinzipiell dem Minister für Land, Infrastruktur und Verkehr, bei Aufgaben, die in die Zuständigkeit anderer Ministerien fallen, auch anderen Ministern, auf Weisung des Premierministers oder des Verteidigungsministers im Ausnahme- oder Verteidigungsfall aber nach US-Vorbild dem Verteidigungsministerium. Ihm untersteht ein Stellvertreter (jichō, Vice Commandant), der kaijō-hoan-kan (dt. etwa „Stellvertreter für Operationen“, Vice Commandant for Operations), sechs Abteilungen der Zentralbehörde, die Akademie der Behörde, die Kaijō Hoan Daigakkō, in Kure und die Schule der Behörde (kaijō-hoan-gakkō) in Maizuru, Moji und Miyagi. In elf regionalen Hauptquartieren (kan-ku kaijō hoan hombu) sind die über 60 Stützpunkte und Außenbüros organisiert. Die Kaiho verfügt über insgesamt rund 450 Schiffe und Boote sowie 27 Flugzeuge und 46 Hubschrauber.

## Ausrüstung (Auswahl)
- 5 Einheiten der Shikishima-Klasse (9300 t)
- 9 Einheiten der Tsugaru-Klasse (4037 t)
- 6 Einheiten der Iwami-Klasse (1250 t)
- 6 Einheiten der Tsurugi-Klasse (220 t)
- 18 Hubschubrauber Airbus Helicopters H225[2]
- General Atomics MQ-9B

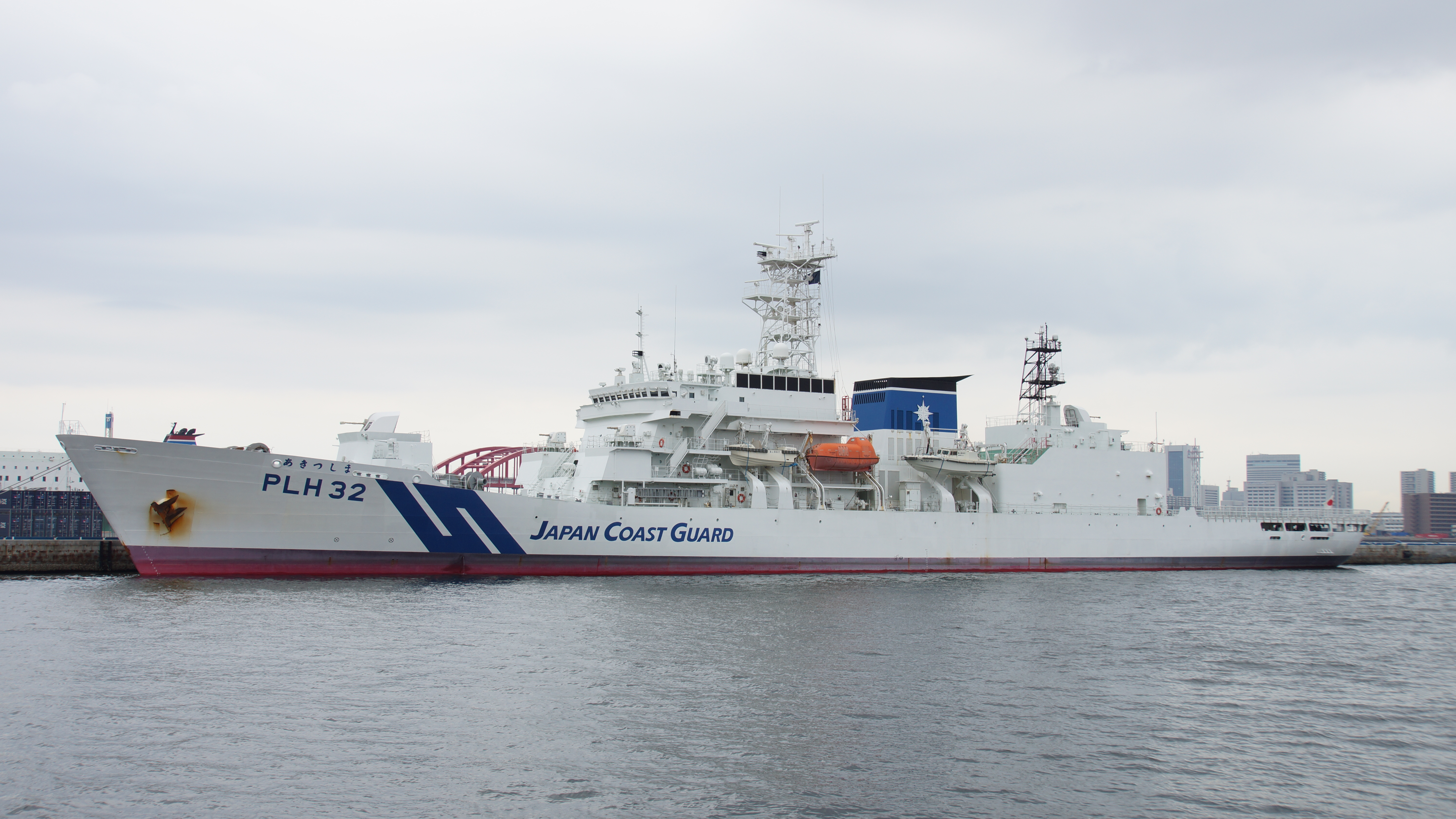
Einheit der Shikishima-Klasse
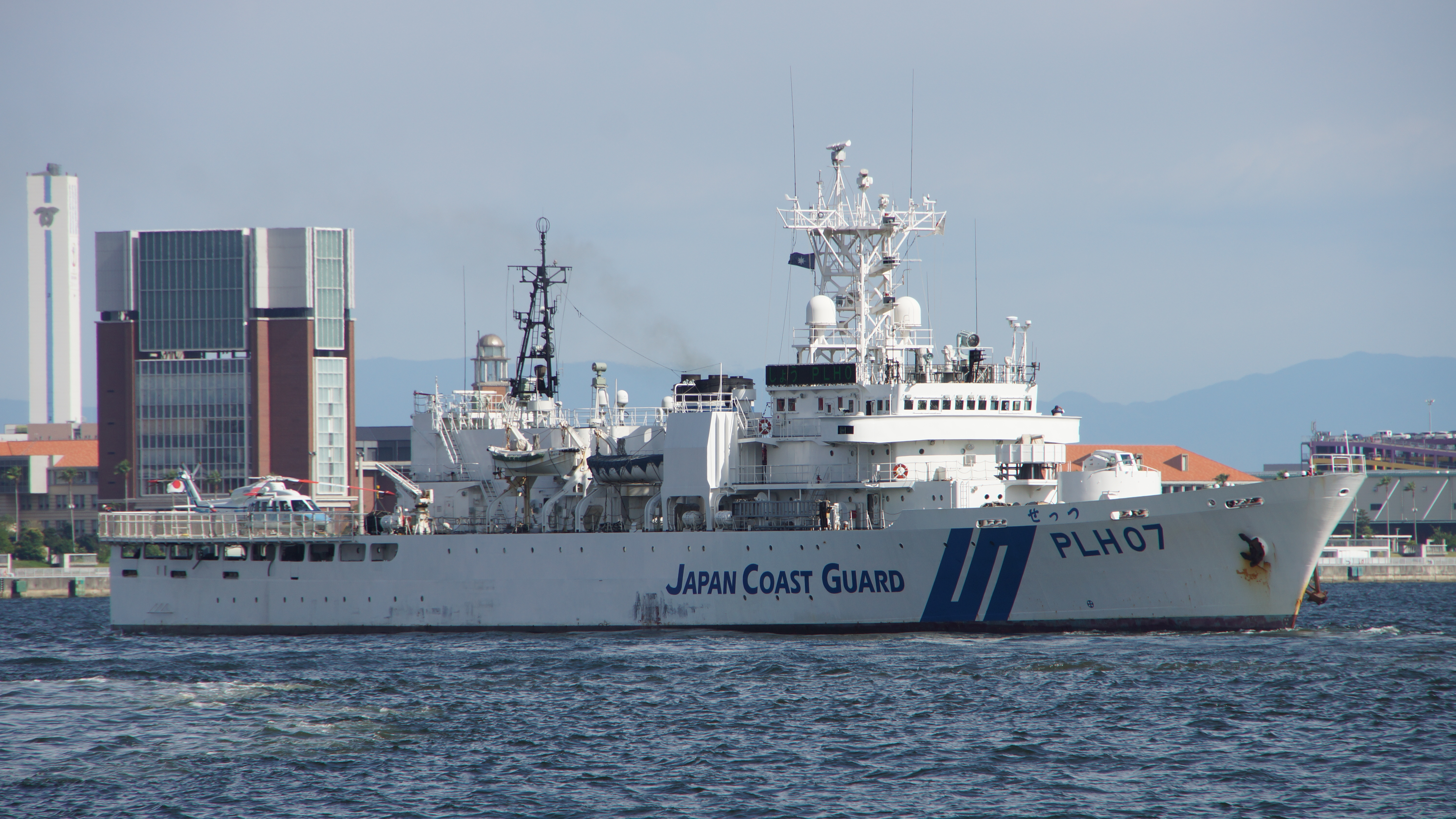
Einheit der Tsugaru-Klasse
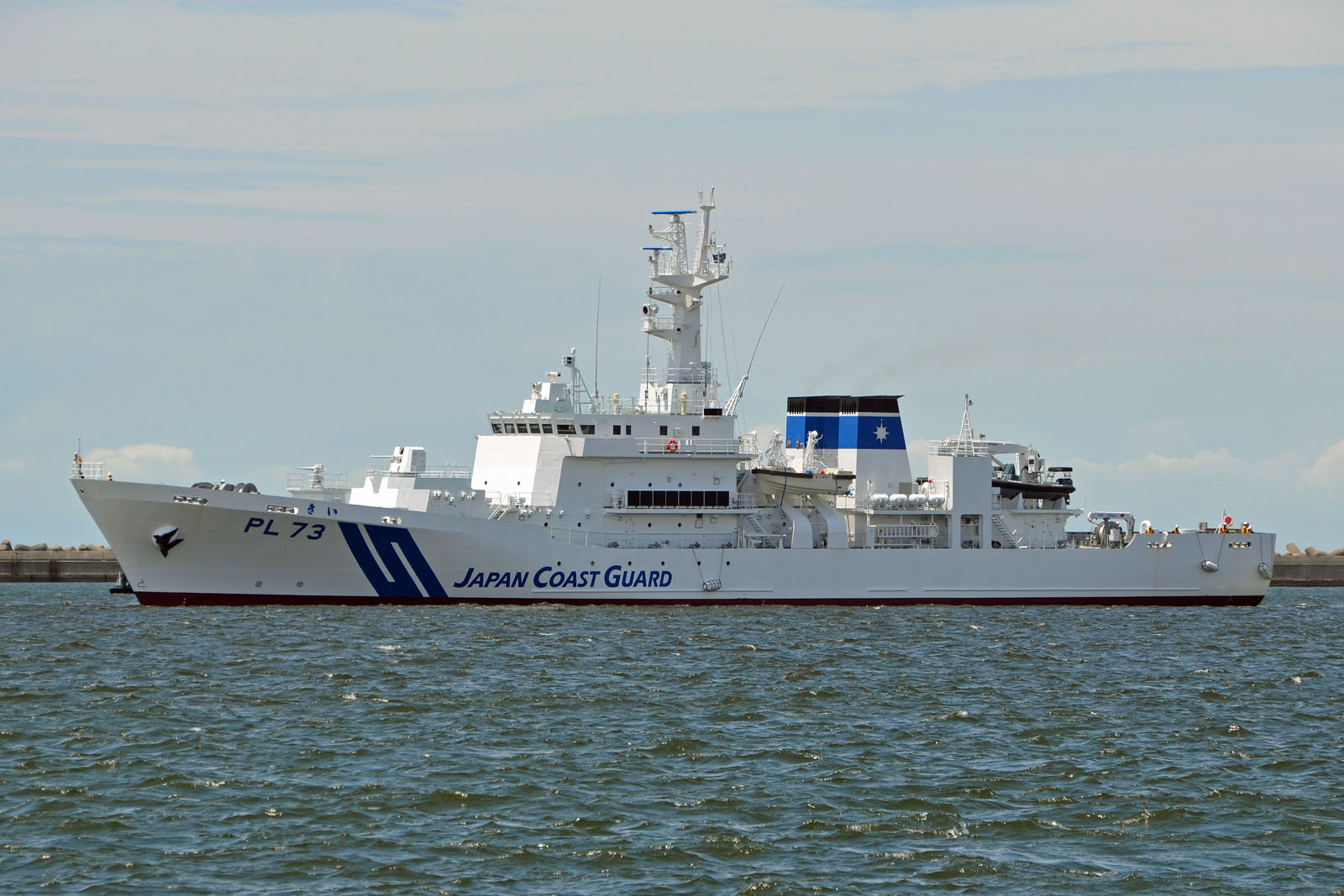
Einheit der Iwami-Klasse
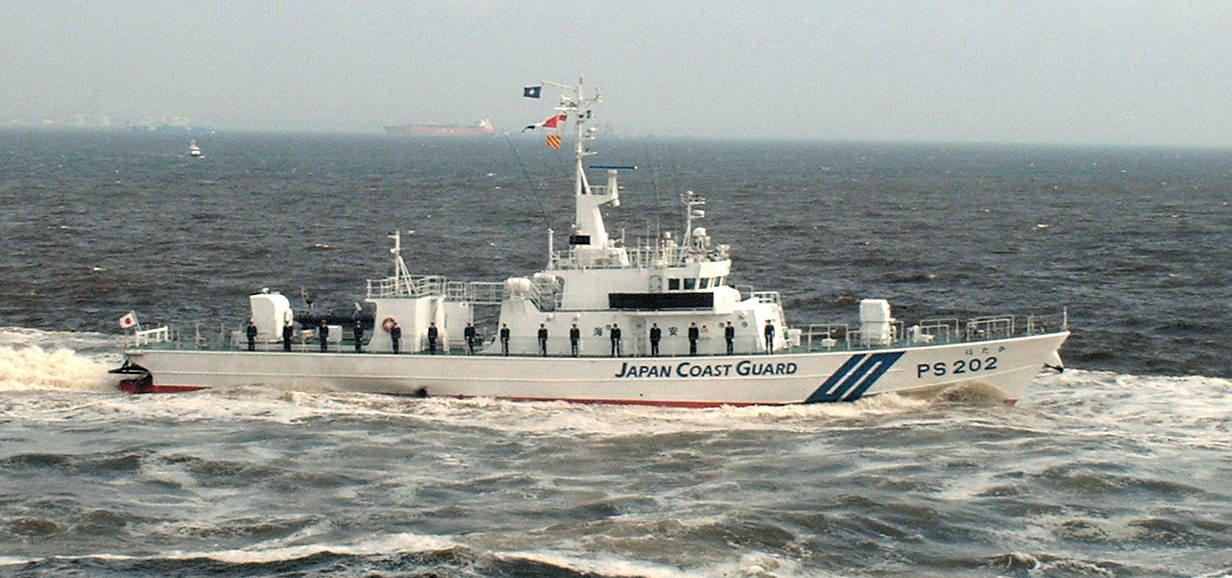
Einheit der Tsurugi-Klasse
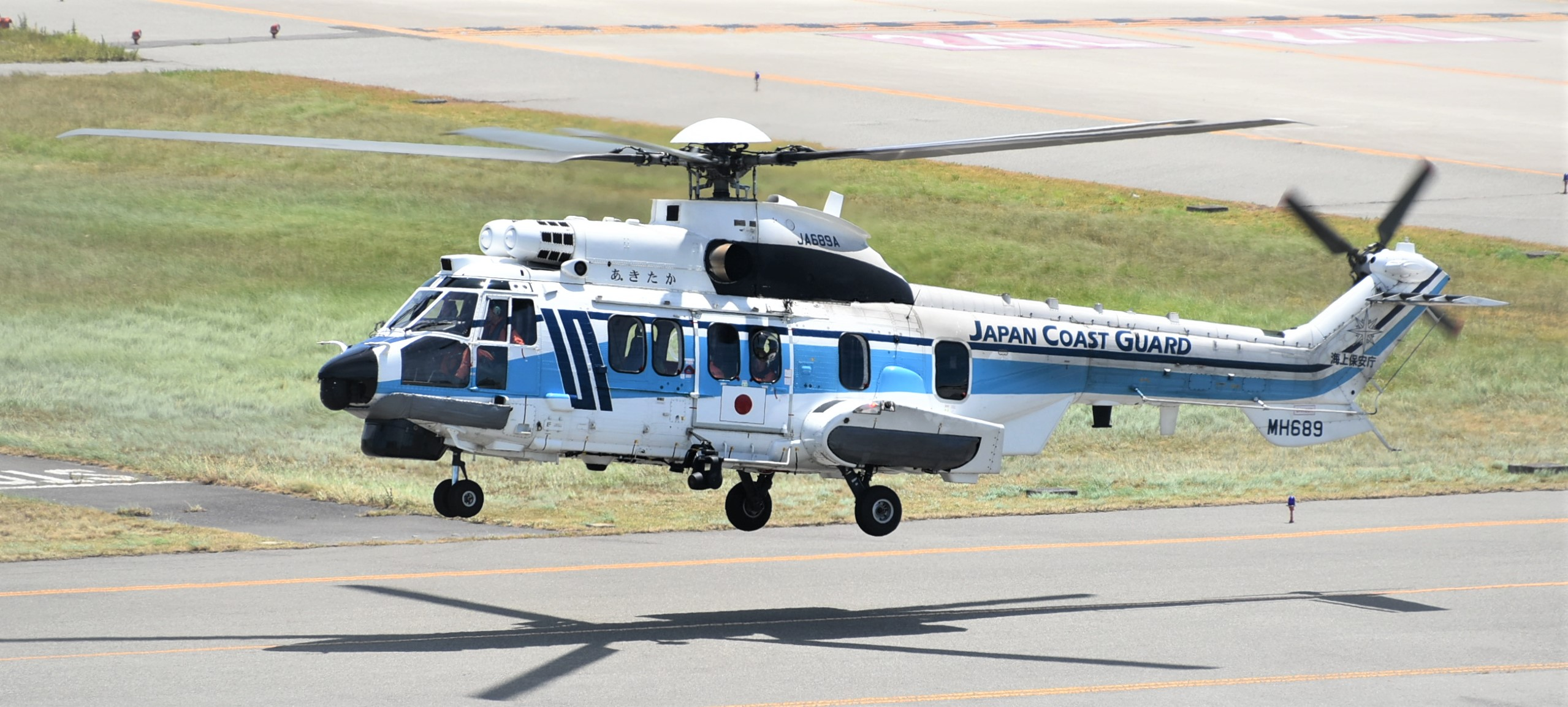
H225 der Küstenwache

## Dienstgrade
| Dienstgradgruppe   | Rangabzeichen | Japanisch                                      | Deutsch          | Anmerkung                                                      |
| ------------------ | ------------- | ---------------------------------------------- | ---------------- | -------------------------------------------------------------- |
| Flaggoffiziere     |               | 長官 Chōkan                                    | Admiral          | Posten des Behördenleiters                                     |
| Flaggoffiziere     |               | 次長・海上保安監 Jichō und Kaijō-hoan-kan      | Vizeadmiral      | Posten des Stellvertreters und Stellvertreters für Operationen |
| Flaggoffiziere     |               | 一等海上保安監 (甲) Ittō Kaijō-hoan-kan (Kō)   | Vizeadmiral      | –                                                              |
| Flaggoffiziere     |               | 一等海上保安監 (乙) Ittō Kaijō-hoan-kan (Otsu) | Konteradmiral    | –                                                              |
| Stabsoffiziere     |               | 二等海上保安監 Nitō Kaijō-hoan-kan             | Kapitän zur See  | –                                                              |
| Stabsoffiziere     |               | 三等海上保安監 Santō Kaijō-hoan-kan            | Fregattenkapitän | –                                                              |
| Stabsoffiziere     |               | 一等海上保安正 Ittō Kaijō-hoan-sei             | Korvettenkapitän | –                                                              |
| Subalternoffiziere |               | 二等海上保安正 Nitō Kaijō-hoan-sei             | Kapitänleutnant  | –                                                              |
| Subalternoffiziere |               | 三等海上保安正 Santō Kaijō-hoan-sei            | Leutnant zur See | –                                                              |

| Dienstgradgruppe | Rangabzeichen | Japanisch                                | Deutsch       |
| ---------------- | ------------- | ---------------------------------------- | ------------- |
| Unteroffiziere   |               | 一等海上保安士 Ittō Kaijō-hoan-shi       | Bootsmann     |
| Unteroffiziere   |               | 二等海上保安士 Nitō Kaijō-hoan-shi       | Obermaat      |
| Unteroffiziere   |               | 三等海上保安士 Santō Kaijō-hoan-shi      | Maat          |
| Mannschaften     |               | 一等海上保安士補 Ittō Kaijō-hoan-shi-ho  | Obergefreiter |
| Mannschaften     |               | 二等海上保安士補 Nitō Kaijō-hoan-shi-ho  | Gefreiter     |
| Mannschaften     |               | 三等海上保安士補 Santō Kaijō-hoan-shi-ho | Matrose       |

## Zwischenfälle
- Am 2. Januar 2024 kollidierte ein im Landeanflug auf den Flughafen Tokio-Haneda befindlicher Airbus A350-941 der Japan Airlines mit einer Bombardier DHC-8-315Q der Japanischen Küstenwache, die zum Transport von Hilfsgütern für Betroffene des Noto-Erdbebens am 1. Januar 2024 eingesetzt war. Von den sechs Personen an Bord der De Havilland starben fünf, ein Küstenwacheflieger (der Kommandant des Flugzeuges) überlebte schwer verletzt (siehe auch Flugzeugkollision von Tokio-Haneda 2024).[4]